# Troy (Carolina del Sud)
Troy és una població dels Estats Units a l'estat de Carolina del Sud. Segons el cens del 2000 tenia 105 habitants.

## Demografia
Segons el cens del 2000, Troy tenia 105 habitants, 43 habitatges i 32 famílies. La densitat de població era de 50,7 habitants/km².
Dels 43 habitatges en un 23,3% hi vivien nens de menys de 18 anys, en un 51,2% hi vivien parelles casades, en un 14% dones solteres, i en un 23,3% no eren unitats familiars. En el 20,9% dels habitatges hi vivien persones soles el 16,3% de les quals corresponia a persones de 65 anys o més que vivien soles. El nombre mitjà de persones vivint en cada habitatge era de 2,44 i el nombre mitjà de persones que vivien en cada família era de 2,73.
Per edats la població es repartia de la següent manera: un 18,1% tenia menys de 18 anys, un 8,6% entre 18 i 24, un 23,8% entre 25 i 44, un 25,7% de 45 a 60 i un 23,8% 65 anys o més.
L'edat mediana era de 45 anys. Per cada 100 dones de 18 o més anys hi havia 100 homes.
La renda mediana per habitatge era de 31.875 $ i la renda mediana per família de 35.625 $. Els homes tenien una renda mediana de 26.875 $ mentre que les dones 21.250 $. La renda per capita de la població era de 15.502 $. Cap de les famílies i el 8,2% de la població estaven per davall del llindar de pobresa.

## Poblacions més properes
El següent diagrama mostra les poblacions més properes.